# Морков Іраклій Іванович
Іра́клій Іва́нович Мо́рков (рос. Ираклий Иванович Морков; 2 листопада 1753 — 26 березня 1828) — граф, російський командир епохи наполеонівських війн. Генерал-лейтенант. Брат дипломата Аркадія Моркова та генерал-майора Миколи Моркова.

## Біографія
Із дворян Московської губернії. Здобув освіту в Сухопутному шляхетському кадетському корпусі і 22 вересня 1769 року випущений підпоручиком у лейб-гвардії Преображенський полк.
Як волонтер брав участь у війні з османами 1771—1773 року. 25 вересня 1773 року переведений прем'єр-майором у Софійський мушкетерський полк.
6 грудня 1788 року, під час штурму Очакова, командував головним загоном третьої штурмової колони і першим проник у ретраншемент, за що за поданням Олександра Суворова Моркову надали чин полковника і нагородили орденом Святого Георгія четвертого класу та золотою шпагою.
1789 року воював із османами при Фокшанах і Римнику і удостоєний чину секунд-майора Преображенського полку.
1790 року при штурмі Ізмаїла командував третьою колоною, був тяжко поранений. За поданням Суворова Моркова як «найхоробрішого та непереможного офіцера» нагородили орденом Святого Георгія третього класу та підвищили до бригадира.
1792 року Морков перебував у місії Михайла Кутузова при укладанні миру з Османською імперією. Його послали до Катерини II із звісткою про підписання Ясського миру, за що Морков отримав чин генерал-майора. Того ж 1792 року бився з поляками, командуючи окремим загоном у корпусі генерала Каховського. Відзначився у битві під Зеленцями, за що Моркова нагороджено орденом Святого Георгія другого класу. У битві під Дубенкою командував усією кавалерією і отримав золоту шаблю з алмазами і маєток у Мінській губернії.
22 вересня 1796 року Іраклій Морков отримав графський титул. 6 квітня 1798 року отримав звання генерал-лейтенанта, був призначений інспектором Кавказької інспекції та шефом Кавказького гренадерського полку.
1799 року Моков звільнений у відставку. 2 серпня 1812 року за вибором московського дворянства призначений начальником Московського ополчення, перебував із ним при Бородіно і в битвах при Малоярославці, Вязьмі і Красному, за що нагороджений орденом Святого Олександра Невського.
1813 року залишив військову службу через хворобу. Морков, за спогадами сучасників, був типовим розбещеним і свавільним вельможею єкатеринських часів. Серед його кріпаків був російський живописець Василь Тропінін, якого він довго тримав домашнім художником, не даючи йому вільної.
Поховано Моркова в Москві Ваганьковському кладовищі.

### Сім'я
Дружина — графиня Наталія Антонівна Моркова, донька гвардії ротмістра графа Антона Сергійовича Мініха та його дружини Віри Іванівни Чоглокової. У Моркових було троє синів (Іраклій, Микола, Аркадій) та чотири доньки (Наталія, Віра, Варвара, Марія).

## Інтернет-ресурси
- Словник російських генералів. Морков Іраклій Іванович [Архівовано 21 березня 2011 у Wayback Machine.](рос.)
- Указ про надання титулу графів Священної Римської Імперії братам Аркадію, Миколі та Іраклію Морковим(рос.)